# 半身の浴女
『浴女』（よくじょ、仏: La Baigneuse, 英: The Bather）あるいは『半身の浴女』（はんしんのよくじょ、仏: La Baigneuse à mi-corps, 英: The Half-Length Bather）は、フランス新古典主義の画家ドミニク・アングルが1807年に制作した絵画である。油彩。ヴァルパンソン家が所有した有名な『浴女』（La Baigneuse）とともにアングル初期の裸婦画の1つで、ローマ留学の成果として提出するために制作された。どちらも水浴びする女性を背後から描いているが、本作品ははるかに小品であり、頭に巻いたターバンのリアリズムと対照的な歪曲された女性の裸体に大きな特徴がある。現在はバイヨンヌのボナ美術館に所蔵されている。また習作素描がモントーバンのアングル美術館に所蔵されている。

## 作品

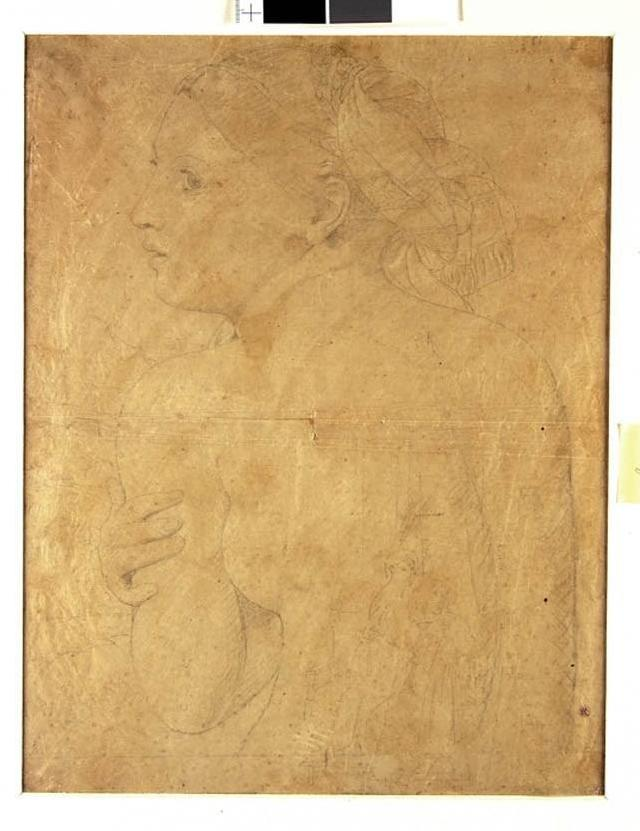
習作素描。浴女の背中部分には小さな『ラファエロとフォルナリーナ』の素描が描かれている。アングル美術館所蔵。

アングルは暗がりの中で水浴する女性の姿を背後から描いている。女性は背後を振り返っており、その背中とかすかに赤みがかった頬はしみ1つなく、非現実的かつ完璧なまでにすべらかである。黒い髪を複雑に編み込み、さらにのターバンを巻いてそれをまとめている。本作品の特筆すべき点の1つはこのターバンで、まるで写真を見ているかのようなリアリズムでターバンの赤と白の緻密な模様や、あらゆる襞、縁飾りを描き上げている。さらにそれだけにとどまらず、あろうことかこのターバンの白い部分に微細かつ美しい字体で署名を書き込んでいる。画面には木々や湖、遠くの山が見え、女性は自然の中で水浴びをしていると分かる。しかし女性は単にすべらかな背中を鑑賞者に見せているのではなく、むしろ鑑賞者によって窃視される立場にある。実際に女性は不安を感じていて、背後からの視線を避けるかのように背を丸め、両手を交差させて胸を覆い、肩越しに振り返って背後に視線を向けている。しかも女性は最前景に配置されており、窃視者は女性に触れることができるほど接近していることを仄めかしている。本作品の官能性が複雑であるのはこうした点にある。
水浴する女性の官能的な裸体画それ自体はロココから続く伝統で、19世紀においても新古典主義の時代を生き延びて、神話画というよりは風景や異国情緒豊かなハレムの中で水浴びをする地上の女性として描かれた。アングル以前にはアンヌ＝ルイ・ジロデ＝トリオソンがわずかに早く同様の作品を描いている。図像的源泉としては、ダヴィッド派の画家たちによく知られていたドイツの画家ヨハン・ハインリヒ・ヴィルヘルム・ティシュバイン編の『ウィリアム・ハミルトン卿所蔵の古代の壺の版画コレクション』（Collection of engravings from ancient vases in the possession of Sir Wm. Hamilton）の第3巻に収録された浴女の版画が指摘されている（画像）。そこには背中を見せながらしゃがみこみ、振り向いて背後から水をかける女性を見つめる裸の女性が描かれている。頭部に結ばれたターバンはラファエロ・サンツィオ『ラ・フォルナリーナ』（La fornarina）から採られたものであろう。
アングルは緻密な写実主義的描写を行う一方で、抽象化との絵画的対立融合も複合的に行っている。木々の枝葉は平坦なシルエットで描かれ、暗い空や水辺は鋭い輪郭線で表現されている。さらに女性の身体はアングルの特異な視覚的官能性の要求に応えるため、磨き上げられ、引き伸ばされ、短縮されている。すべらかに仕上げられた額やかすかに赤みがかった頬、あるいは背中や腕は、首のしわや複雑に編み込まれた髪の下のほつれ毛、しなやかな左腕を抱きしめる右手の指と対照している。そして女性の身体は絵画の表面に向かって圧縮され、歪曲している。下顎骨は消失し、乳房は胸の前方ではなく側面に隆起しているように見える。腹部の線は鋭く平坦である。しかしこうした平坦さは、たとえば横顔のわずかな傾きにより右目の睫毛だけが見えていたり、わずかに見えるターバンの端が肩の平たい曲線に変化を与えるなどの、常に巧みな変化によって活気づけられている。

## 来歴
1855年のパリ万国博覧会に出展された。絵画はもともとド・フレーヌ（De Fresne）のコレクションにあり、その後バイヨンヌ出身の画家レオン・ボナのコレクションに加わった。レオン・ボナは1891年に本作品を含むコレクションを故郷のバイヨンヌ市に寄贈した。

## ギャラリー
関連する作品

ラファエロ・サンツィオ『ラ・フォルナリーナ』1518-1519年 ローマ国立古典絵画館所蔵
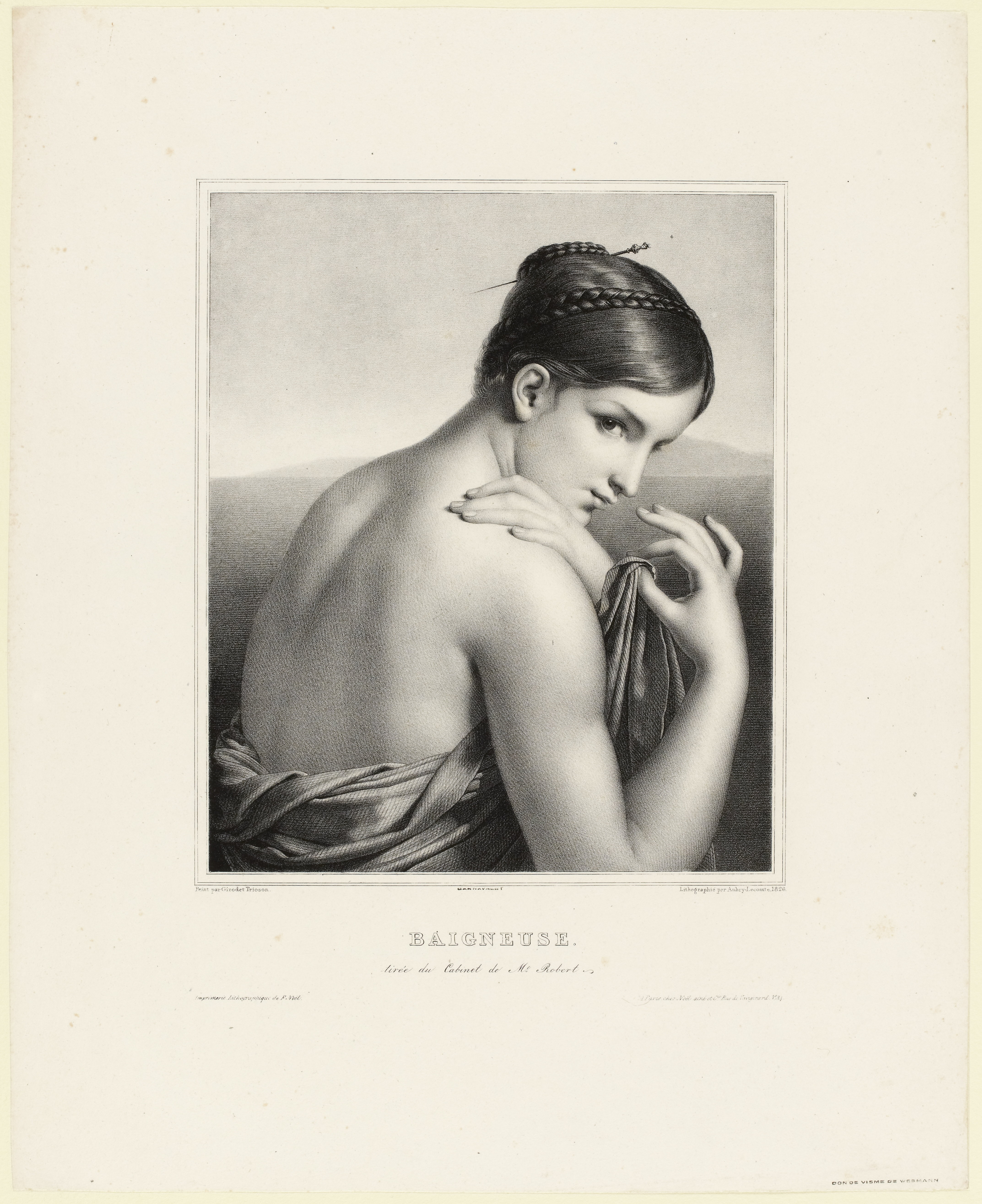
アンヌ＝ルイ・ジロデ＝トリオゾンの1799年の『浴女』に基づくリトグラフ 1825年
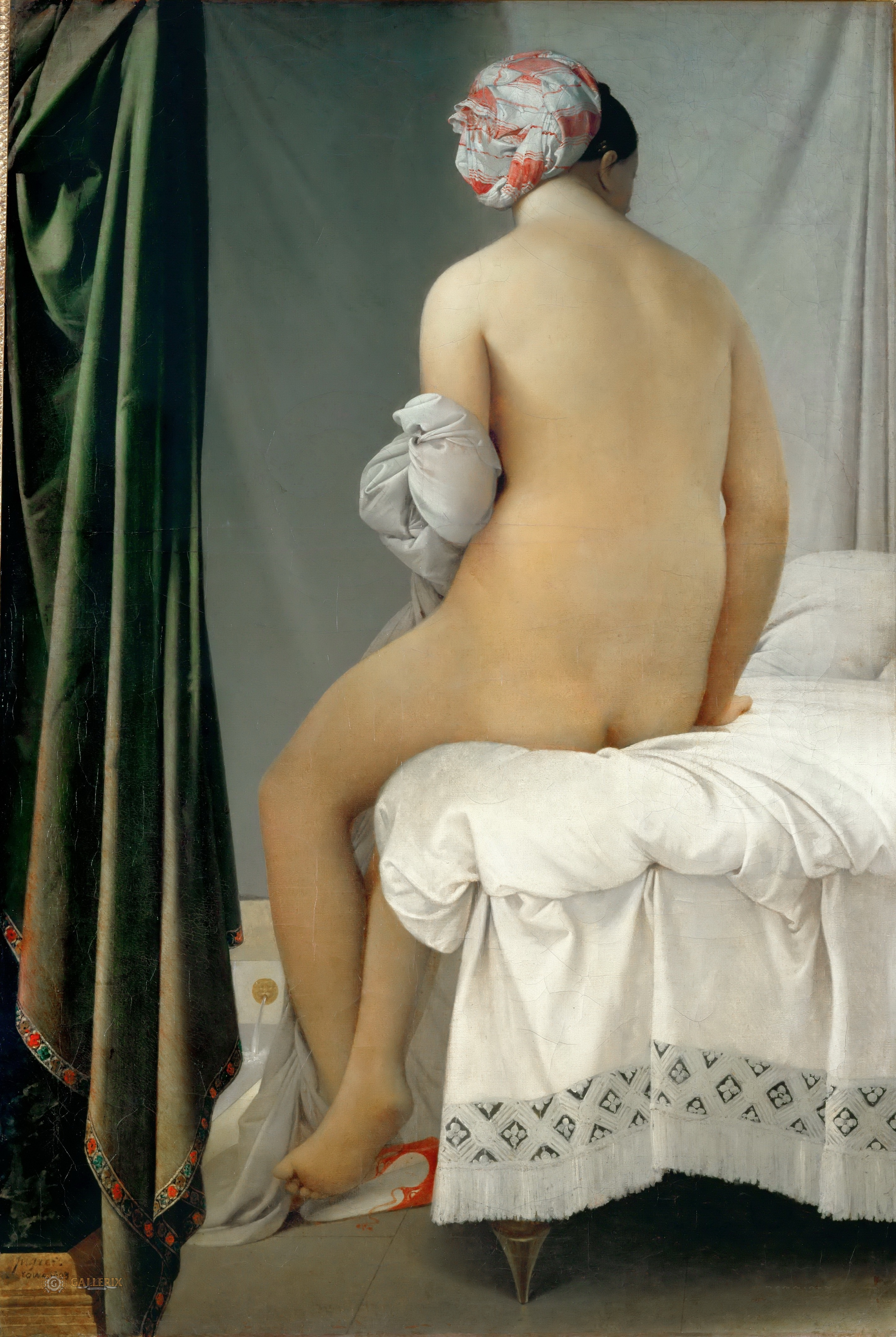
ドミニク・アングル『浴女』1808年 ルーヴル美術館所蔵

ボナ美術館の他のアングルの作品

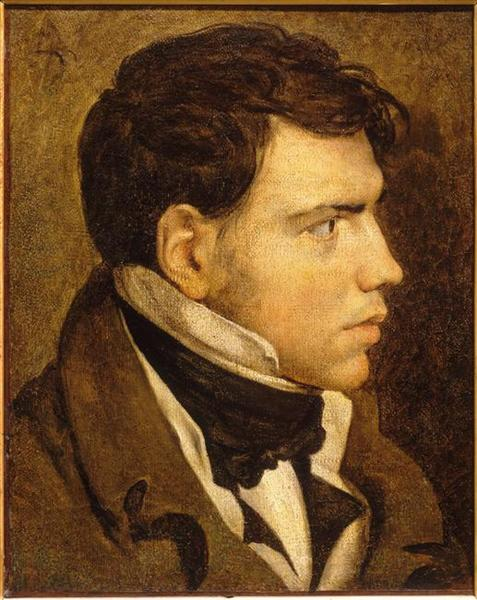
『若い男の肖像』19世紀
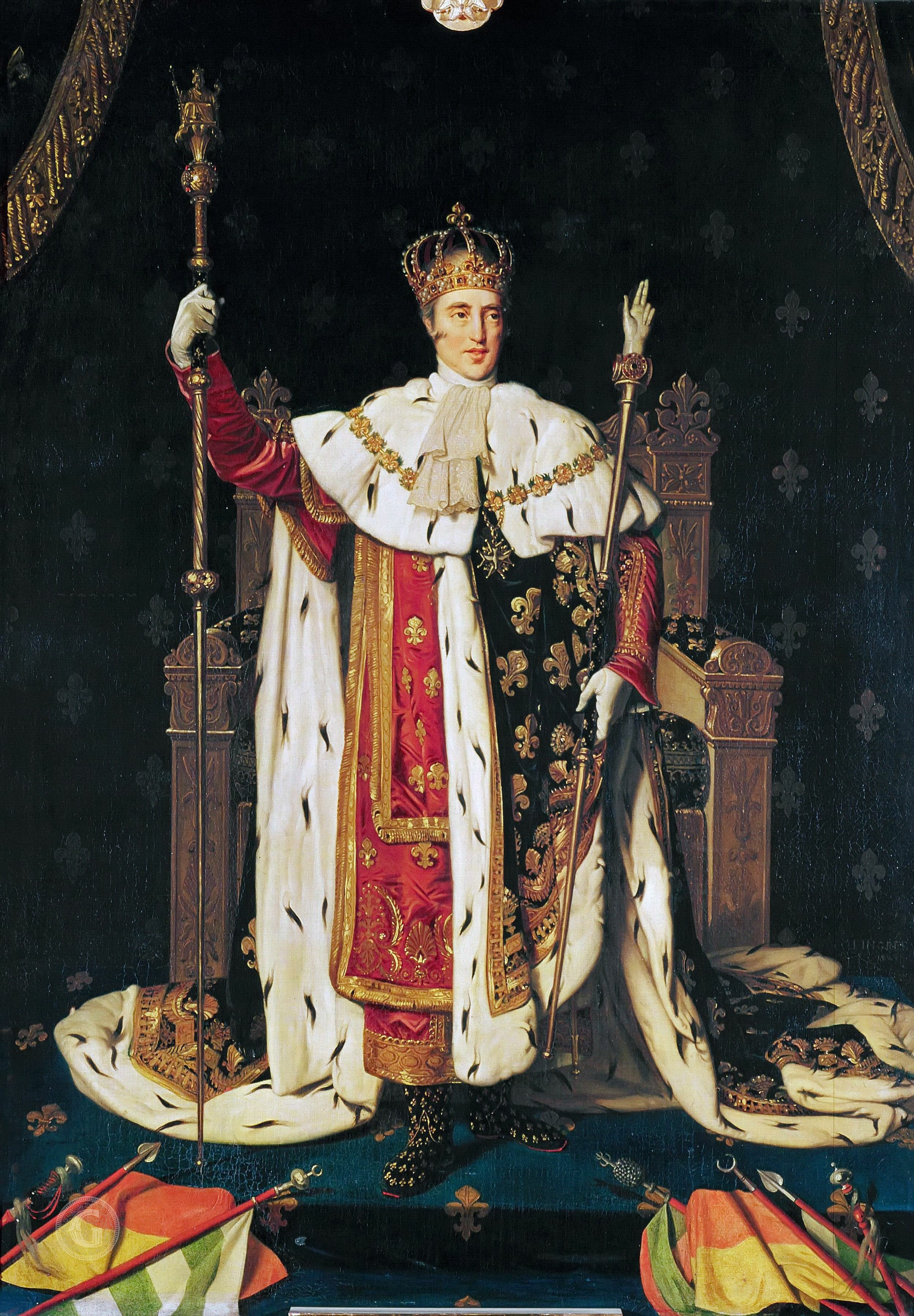
『戴冠式の衣装を着たシャルル10世』1829年-1830年
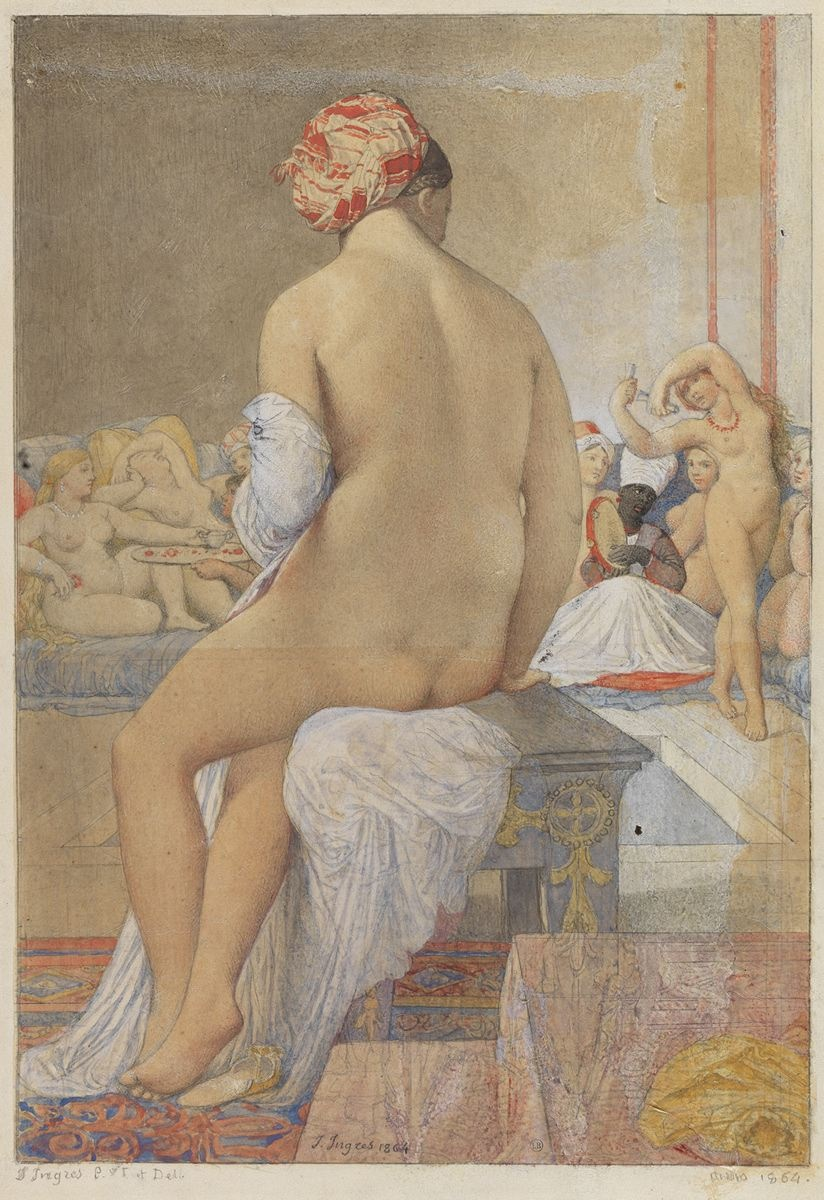
『後ろから見た浴女』1864年
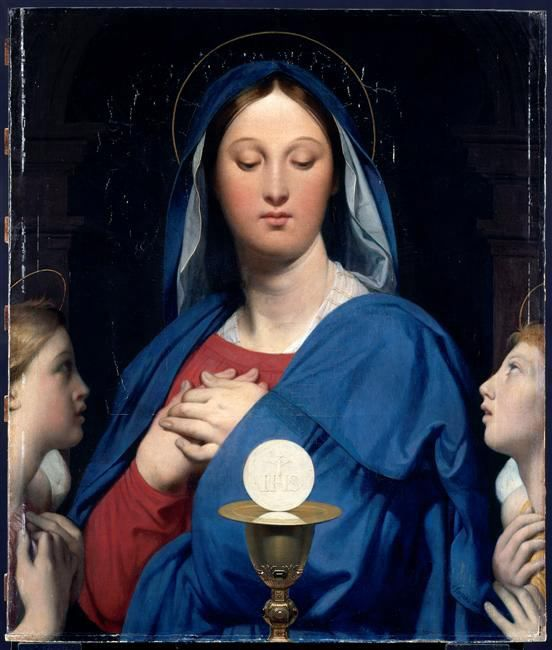
『聖餅の聖母』1866年